# Švedska ženska softbolska reprezentacija
Švedska ženska softbolska reprezentacija predstavlja državu Švedsku u športu softbolu.
Krovna organizacija: 

## Nastupi na EP
- Rovereto 1979.: 4.
- Haarlem 1981.: brončane
- Parma 1983.: nisu sudjelovale
- Antwerpen/Anvers 1984.: 4.
- Antwerpen/Anvers 1986.: nisu sudjelovale
- Hørsholm 1988.: brončane
- Genova 1990.: 5.
- Bussum 1992.: 6.
- Settimo Torinese 1995.: 5.
- divizija "A", Prag 1997.: 7.
- divizija "A", Antwerpen/Anvers 1999.: nisu sudjelovale
- divizija "B", Beč 2001.: 1. (plasirale se u "A" diviziju)
- divizija "A", Caronno, Pertusella-Saronno, Italija 2003.: 8.
- divizija "A", Prag 2005.: 8.
- divizija "A", Amsterdam 2007.: 9.